# Prönsdorf
Prönsdorf, eine ehemalige Gemeinde im Landkreis Parsberg, ist seit 1972 ein Ortsteil der Stadt Velburg im Landkreis Neumarkt in der Oberpfalz in Bayern.

## Geographische Lage
Das Kirchdorf liegt im Oberpfälzer Jura der Fränkischen Alb auf 520 m über NHN in einer Talsenke. Östlich erhebt sich der Atzenberg mit 584 m ü. NHN und südwestlich der Kühberg mit 572 m ü. NHN.

## Verkehr
Das Dorf liegt an der Staatsstraße 2240 südwestlich des Velburger Ortsteils Bernla und nordöstlich der Kreuzung der Staatsstraße mit der Kreisstraße NM 1.

## Geschichte
In der Waldung „Raißling“ sind vorgeschichtliche Grabhügel nachgewiesen.
Für Prönsdorf sind mehrere Schreibweisen bekannt, darunter Prunicheristorf, Preuenstorf, Pruennerstorf, Poumerstorf, Priesnstorf, Prämertstorft. Die Anwesen des Dorfes gehörten zwei Herrschaften an, das untere Dorf dem Amt Pfaffenhofen und das obere Dorf der Herrschaft Helfenberg; die Grenze ging mitten durch das Hirtenhaus; ein Markstein stand früher im Hausflur. 1034 wurde dem Regensburger Kloster St. Emmeram eine Hube zu „Prunichistorf“ geschenkt. 1305 kam der Ort mit der Hirschberger Erbschaft an Bayern. 1372 veräußerte Ulrich Schenck von Reicheneck 5 Güter zu „Prunerstorf“, die er von den Ehrenfelsern zu Helfenberg erworben hatte, an Pfalzgraf Ruprecht, 1374 ein weiteres Gut. 1399 gingen auch ein Hof und ein Gut des Klosters Kastl zu „Prunersdorf“ an den Pfalzgrafen über; das Kloster besaß jedoch noch ein Gut im Dorf, wie 1583 erwähnt ist. Gegen Ende des Alten Reiches, um 1800, bestand Prönsdorf aus 14 Anwesen der Herrschaft Helfenberg, einem Halbhof der Hofmark Pilsach, einem Achtelhof (der „Kienzlhof“) der Landalmosenstiftung Nürnberg und einem Halbhof, der zum Pflegamt Velburg zinste.
Im neuen Königreich Bayern (1806) wurden zunächst Steuerdistrikte aus jeweils mehreren Orten gebildet. Dem Steuerdistrikt Prönsdorf im Landgericht Parsberg (dem späteren Landkreis Parsberg), gehörten die beiden Dörfer Prönsdorf und Albertshofen, die Weiler Bernla und Richthofen sowie die Einöde (und Wallfahrt) Habsberg an. Mit dem zweiten Gemeindeedikt von 1818 wurde dieser Steuerdistrikt die Ruralgemeinde Prönsdorf, wobei die Einöde Habsberg nicht mehr genannt ist. Hierbei blieb es bis zur Gebietsreform in Bayern, als die Gemeinde am 1. Januar 1972 in die Stadt Velburg eingemeindet wurde. Seitdem ist Prönsdorf ein amtlich benannter Ortsteil von Velburg.
Die Kinder aus der gesamten Gemeinde Prönsdorf gingen spätestens seit dem 19. Jahrhundert in das Kirchdorf Prönsdorf zur Schule. Dort war 1911 ein neues Schulhaus errichtet worden.

### Einwohner- und Gebäudezahl des Ortes Prönsdorf
- 1836: 96 Einwohner, 11 Häuser,[13]
- 1867: 82 Einwohner, 30 Gebäude,[14]
- 1871: 101 Einwohner, 49 Gebäude, im Jahr 1873 einen Großviehbestand von 8 Pferden und 101 Stück Rindvieh,[15]
- 1900: 92 Einwohner, 15 Wohngebäude,[16]
- 1925: 90 Einwohner, 15 Wohngebäude,[17]
- 1938: 66 Einwohner (Katholiken),[18]
- 1950: 89 Einwohner, 14 Wohngebäude,[19]
- 1987: 93 Einwohner, 20 Wohngebäude, 21 Wohnungen.[20]

Heute sind insgesamt 34 Hausnummern, darunter zwei unbesetzte, vergeben.

### Einwohner- und Gebäudezahl der Gemeinde Prönsdorf (4 Orte)
- 1867: 247 Einwohner, 85 Gebäude,[21]
- 1871: 259 Einwohner, 129 Gebäude, 45 Wohngebäude, im Jahr 1873 ein Großviehbestand von 14 Pferden und 282 Stück Rindvieh,[15]
- 1900: 246 Einwohner, 41 Wohngebäude,[16]
- 1925: 252 Einwohner, 41 Wohngebäude,[17]
- 1950: 244 Einwohner, 40 Wohngebäude.[19]

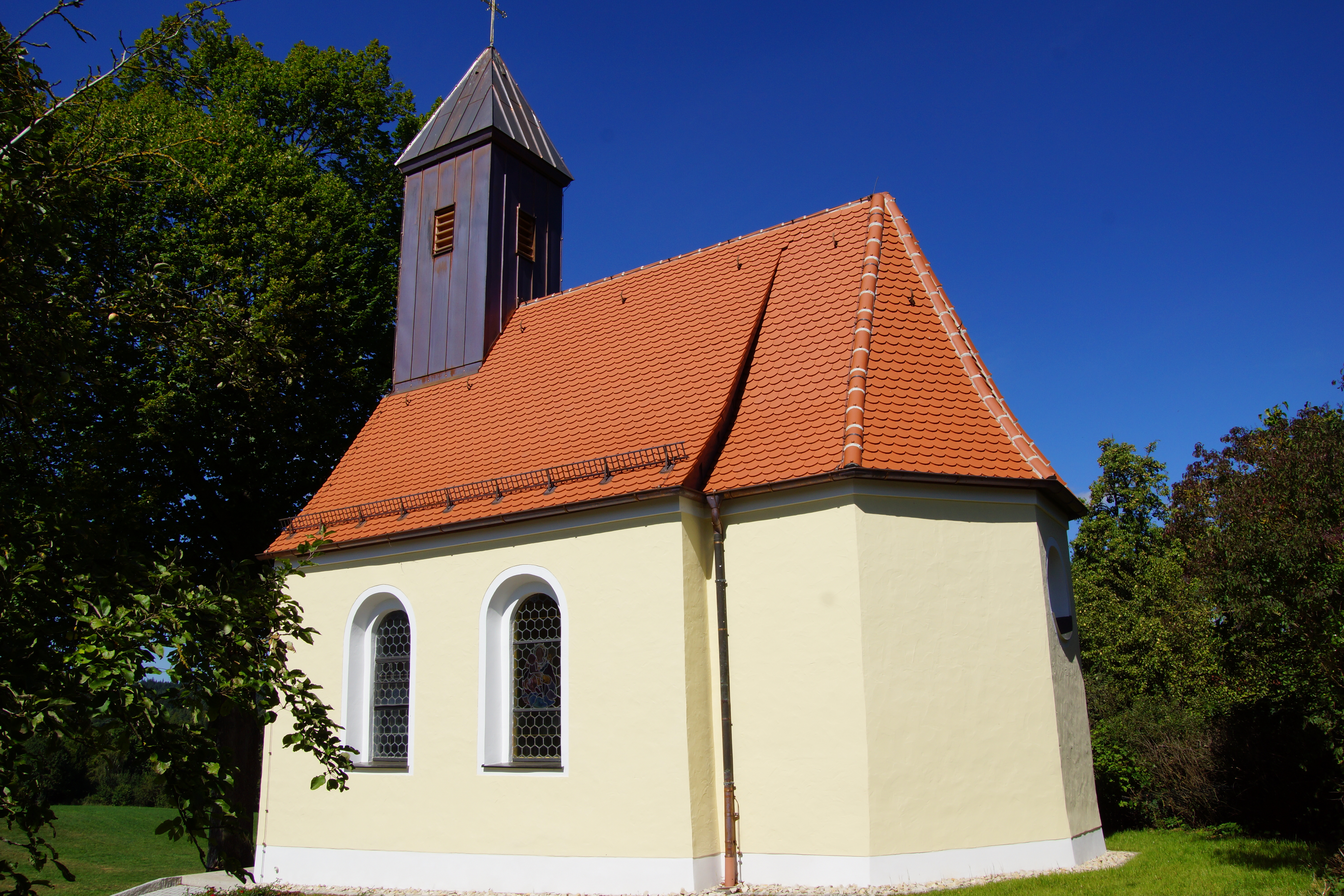
Die Dorfkapelle „Mariä Opferung“

### Kirchliche Verhältnisse
Kirchlich war das Dorf geteilt: Es gehörte mit den 4 Anwesen des Amtes Pfaffenhofen zur Pfarrei St. Vitus in Utzenhofen im Bistum Regensburg (1836 waren dies 28 „Seelen“) und mit 12 Anwesen der Herrschaft Helfenberg zur Pfarrei St. Willibald in (Ober-)Wiesenacker im Bistum Eichstätt. Die Kapelle „Mariä Opferung“ in Prönsdorf wurde 1866 erbaut und gilt als Baudenkmal. Siehe auch Liste der Baudenkmäler in Velburg#Prönsdorf. Seit 1966 gehört das Dorf zur Gänze zum Bistum Eichstätt.